# Team Stuttgart/1989
Deze pagina geeft een overzicht van de wielerploeg Team Stuttgart in 1989.

## Algemeen
Sponsors: Stuttgart (Duitse stad)
Ploegleiders: Hennie Kuiper
Fietsen: Eddy Merckx

## Renners
| Naam               | Geboortedatum | Nationaliteit | Ploeg 1988           |
| ------------------ | ------------- | ------------- | -------------------- |
| Udo Bölts          | 10-08-1966    | Duitsland     | Neoprof              |
| Guido Eickelbeck   | 09-12-1965    | Duitsland     | Neoprof              |
| Jochen Görgen      | 12-07-1962    | Duitsland     | Die Continentale     |
| Bernd Gröne        | 19-02-1963    | Duitsland     | Neoprof              |
| Jozef Holzmann     | 24-02-1964    | Duitsland     | Neoprof              |
| Kees Hopmans       | 31-10-1964    | Nederland     | Neoprof              |
| Darius Kaiser      | 15-10-1961    | Duitsland     | Neoprof              |
| Ralph Moorman      | 26-03-1966    | Nederland     | Neoprof              |
| Uwe Nepp           | 01-12-1966    | Duitsland     | Individueel          |
| Bernhard Rassinger | 30-08-1963    | Duitsland     | Pegasus-Maya Popcorn |
| Werner Stauff      | 16-02-1960    | Duitsland     | Neoprof              |
| Dean Woods         | 22-06-1966    | Australië     | Neoprof              |
| Werner Wüller      | 16-09-1961    | Duitsland     | Hercules             |

## Belangrijke overwinningen
| Schwanenbrau Cup 1e etappe: Darius Kaiser |

1989 · 1990 · 1991 · 1992 · 1993 · 1994 · 1995 · 1996 · 1997 · 1998 · 1999 · 2000 · 2001 · 2002 · 2003 · 2004 · 2005 · 2006 · 2007 · 2008 · 2009 · 2010 · 2011